# Kamila Żuk
Kamila Żuk, née le 18 novembre 1997 à Wałbrzych, est une biathlète polonaise. Elle a participé aux Jeux olympiques d'hiver de 2018. 

## Biographie
Membre du club AZS AWF Katowice, elle prend part à sa première compétition internationale en 2015 aux Championnats du monde jeunesse. En décembre 2015, elle dispute sa première course dans la Coupe du monde à Pokljuka. En 2017, elle prend la médaille de bronze aux Championnats d'Europe junior en sprint.
Kamila Żuk a fait ses débuts aux Jeux olympiques 2018 à Pyeongchang au relais mixte et a terminé 16e. 
Le 1er mars 2018, elle est la première biathlète polonaise à remporter un titre de championne du monde junior en s'imposant sur l'individuel (12,5 km) avec un écart de temps de plus de 3 minutes,. Deux jours plus tard, elle remportait une autre médaille d’or, cette fois au sprint devant la Tchèque Markéta Davidová et la Française Myrtille Bègue. Le 4 mars 2018, Żuk a ajouté une médaille d'argent à ses exploits lors de ces Championnats du monde juniors à la poursuite (10 km), perdant seulement face à la Tchèque Davidová avec un déficit de 28,1 s. 
En Coupe du monde, elle fait ses débuts en fin d'année 2015 à Pokljuka. Elle marque ses premiers points en 2018 à Oslo. En février 2019, elle améliore ses meilleurs résultats en terminant dans le top dix deux fois à Soldier Hollow.
En janvier 2021, elle remporte la médaille d'or sur la poursuite aux Championnats d'Europe à Duszniki-Zdrój en Pologne.
En août 2023, elle se blesse gravement à une jambe lors d'un stage en Italie.

## Palmarès

### Jeux olympiques
| Édition / Épreuve | Individuel | Sprint | Poursuite | Mass start | Relais | Relais mixte |
| ----------------- | ---------- | ------ | --------- | ---------- | ------ | ------------ |
| Pyeongchang 2018  | —          | —      | —         | —          | —      | 16e          |
| Pékin 2022        | 36e        | 53e    | DNS       | —          | 14e    | —            |

Légende : 
- — : non disputée par Żuk

### Championnats du monde
| Édition / Épreuve       | Individuel | Sprint | Poursuite | Mass start | Relais | Relais mixte | Relais mixte simple |
| ----------------------- | ---------- | ------ | --------- | ---------- | ------ | ------------ | ------------------- |
| Östersund 2019          | 48e        | 46e    | 36e       | —          | 7e     | —            | —                   |
| Antholz-Anterselva 2020 | 84e        | 58e    | DNS       | —          | 7e     | 17e          | 18e                 |
| Pokljuka 2021           | 59e        | 29e    | 47e       | —          | 6e     | 24e          | 26e                 |
| Oberhof 2023            | 50e        | 56e    | 52e       | —          | 9e     | 22e          | —                   |
| Lenzerheide 2025        | 59e        | 68e    | —         | —          | 9e     | 14e          | —                   |

Légende : 
- — : non disputée par Żuk
- DNS : n'a pas pris le départ

### Coupe du monde
- Meilleur classement général : 38e en 2020.
- Meilleur résultat : 6e.

#### Classements en Coupe du monde
| Saison    | Individuel | Individuel | Sprint | Sprint   | Poursuite | Poursuite | Mass start | Mass start | Général | Général  |
| Saison    | Points     | Position   | Points | Position | Points    | Position  | Points     | Position   | Points  | Position |
| --------- | ---------- | ---------- | ------ | -------- | --------- | --------- | ---------- | ---------- | ------- | -------- |
| 2015-2016 |            |            | -      | nc       |           |           |            |            | -       | nc       |
| 2016-2017 | -          | nc         | -      | nc       |           |           |            |            | -       | nc       |
| 2017-2018 |            |            | 6      | 85e      | 8         | 71e       |            |            | 14      | 81e      |
| 2018-2019 | -          | nc         | 38     | 58e      | 39        | 48e       |            |            | 77      | 60e      |
| 2019-2020 | -          | nc         | 126    | 20e      | 9         | 65e       | 46         | 30e        | 181     | 38e      |
| 2020-2021 | -          | nc         | 44     | 54e      | 4         | 73e       |            |            | 48      | 65e      |
| 2021-2022 | -          | nc         | 35     | 53e      | 6         | 76e       |            |            | 41      | 64e      |
| 2022-2023 | -          | nc         | '      | 43e      | '         | 45e       |            |            | 82      | 51e      |
| 2023-2024 | -          | nc         | -      | nc       | -         | nc        |            |            | -       | nc       |

### Championnats d'Europe
| Édition / Épreuve   | Individuel                       | Sprint | Poursuite             | Relais mixte | Relais mixte simple |
| ------------------- | -------------------------------- | ------ | --------------------- | ------------ | ------------------- |
| Minsk 2020          | Épreuve inexistante à cette date | 15e    | DNS                   | —            | —                   |
| Duszniki-Zdrój 2021 | —                                | 18e    | Médaille d'or, Europe | —            | —                   |

Légende :
- : première place, médaille d'or
- : deuxième place, médaille d'argent
- : troisième place, médaille de bronze
- — : non disputée par Żuk
- : pas d'épreuve
- DNF : n'a pas pris le départ

### IBU Cup
- 1 podium : 1 victoire.

### Championnats du monde junior
| Épreuve               | Individuel | Sprint | Poursuite | Relais |
| --------------------- | ---------- | ------ | --------- | ------ |
| Raubichi-Minsk 2015   | 50e        | 13e    | 58e       | 9e     |
| Cheile Grădiştei 2016 | 28e        | 11e    | 29e       | 5e     |
| Osrblie 2017          | 49e        | 27e    | 10e       | 10e    |
| Otepää 2018           | Or         | Or     | Argent    | 5e     |
| Osrblie 2019          | 7e         | Argent | —         | 10e    |

### Championnats d'Europe junior
| Épreuve         | Individuel | Sprint | Poursuite | Relais |
| --------------- | ---------- | ------ | --------- | ------ |
| Pokljuka 2016   | 37e        | 6e     | 8e        | -      |
| Nové Město 2017 | 8e         | Bronze | 12e       | -      |